# 赵集镇 (淮滨县)
赵集镇，是中华人民共和国河南省信阳市淮滨县下辖的一个乡镇级行政单位。

## 行政区划
赵集镇下辖以下地区：
赵集村、刘寨村、李岗村、铁炉营村、马营村、郑寨村、朱岗村、刘树围村、代营村、廖庄村、学礼村、代庄村、简楼村和简老庄村。